# Manakamana (Nuwakot)
Pour les articles homonymes, voir Manakamana.
Manakamana (en népalais : मनकामना) est un comité de développement villageois du Népal situé dans le district de Nuwakot. Au recensement de 2011, il comptait 3 321 habitants.